# Poliacetilenă
Poliacetilena (denumire IUPAC: polietină) este un compus organic polimeric, având unități repetitive de tipul (C2H2)n. Denumirea face referire la produșii de polimerizare ai acetilenei, care prezintă o catenă cu unități olefinice. Prezintă o conductivitate crescută prin dopaj, ceea ce induce un interes în domeniul polimerilor conductivi. Pe baza descoperirii acestei proprietăți de către Hideki Shirakawa, Alan Heeger și Alan MacDiarmid, a crescut interesul pentru semiconductorii organici. Descoperirea a primit Premiul Nobel pentru Chimie în anul 2000.